# Chase Tower (Chicago)
Pour les articles homonymes, voir Chase Tower.
La Chase Tower (anciennement appelée First National Bank Building) est un gratte-ciel de Chicago de 60 étages, construit en 1969. Il a été édifié à l'emplacement du Morrison Hotel (160 m - 1925).
Haut de 259 mètres, c'est le onzième plus grand immeuble de Chicago et le 35e des États-Unis. 
La Chase Tower est située au 21 South Clark Street et a été conçue par les agences d'architectes C.F. Murphy Associates et Perkins+Will.
C'est le premier gratte-ciel de l'histoire dont la base a une forme de jupe.
Le Chase Tower plaza abrite également une mosaïque du peintre et graveur Marc Chagall apposée sur quatre faces d'un pavé droit (21 x 4,3 x 3 m). La mosaïque était un cadeau à la ville de Chicago de Frederick H. Prince (via le Prince Charitable Trusts) et a été inaugurée le 27 septembre 1974. Elle a été rénovée en 1994 et un auvent en verre protecteur a été installé.